# 双葉ほたる
双葉 ほたる（ふたば ほたる）は、SNKのテレビゲーム『餓狼 MARK OF THE WOLVES』などに登場する架空の人物。

## 概要
友達であるテンの「イトカツ」と共に旅を続ける拳法家の少女。母の死と同時に行方不明となった父と兄を捜している。兄は『餓狼 MARK OF THE WOLVES』（以下『餓狼MOW』と表記）で共演している牙刀だが、作中では明言されておらず、また牙刀本人は否定している。しかし、今までほたると兄にしか懐かなかったはずのイトカツが牙刀に好意的な態度を示したことと自身の勘から、ほたるは彼こそ兄であると確信しており、牙刀も時折それらしき態度を見せる。彼女は牙刀が戦い続ける本当の理由が分からないでいる。また、母の死に関する事件の真相については、母を殺したのが父であることを初め、一切を知らない。
心優しき少女であり、無垢。イトカツを初め、動物に好かれる。『餓狼MOW』の登場演出では、鳩が彼女の上着を戦いの邪魔にならないように運んでいくものがある。
『餓狼伝説 City of the Wolves』（以下『餓狼CotW』）ではもう一度牙刀に会い自分の思いをぶつける為に再び戦う事を決意した。
開発当時流行の兆しを見せていた「萌え」を意識して作られたキャラクターであり、スタッフのインタビューでは当時のことを「『萌え』ってなんだ、と四苦八苦していた時期であり、萌え文化に詳しかった社員にレクチャーを受けながら作った」と回想している。

### 客演作品
『ネオジオバトルコロシアム』（以下『NBC』と表記）では兄に似た男を見たとの噂を聞き、大会に出場する。2つの特殊構えおよびその派生技を新たに会得し、スタンダードかつテクニカルな性能を持つキャラクターとなった。
『ザ・キング・オブ・ファイターズXI』（以下『KOF XI』と表記）では餓狼MOWチームのエンディングに登場しているが、兄（牙刀）に出会うことはできなかった。また、『KOF XIII』および『KOF XIV』の女性格闘家チームのエンディングにおいては、同2作品の女性格闘家チームのメンバーと同2作品の大会では不参加だった女性格闘家たち（一部の女性格闘家は除く）と一緒にパオパオカフェに来店している（なお、2作品とも牙刀は登場しておらず、彼と出会うことはなかった）。その後、『KOF XⅤ』の餓狼MotWチームのエンディングにて牙刀と再会し、説得を試みるも拒絶されてしまう。『KOF2003』の時も兄を探していたようである（アウトローチームのストーリー内でそのことが語られている）。なお、『KOF XI』のPS2版では隠しキャラクターとして登場しており、『KOF』シリーズでプレイヤーキャラクターとして登場するのは初となった（『餓狼MOW』からのキャラクターとしては4人目で、プレイヤーキャラクターとしての登場は『KOF XI』のPS2版のみ）。
恋愛ゲームである『Days of Memories』シリーズの『Days of Memories 2 〜僕の一番大切な君へ〜』と『Days of Memories 〜世界で一番熱い冬〜』では攻略対象のヒロインの1人として登場する。『僕の一番大切な君へ』では両親を亡くし兄が失踪したため主人公の家に引き取られ主人公とは義理の兄妹となっている。現在は親元を離れアパートで2人で暮らしている。キサラ・ウェストフィールドとは親友同士。『世界で一番熱い冬』では主人公の幼馴染。ここでも兄は行方不明。

### イトカツ
イトカツは元々はほたるの兄が飼っていたペットで、始めは彼女にはあまり馴れていなかったが、彼女の母が変死を遂げた事件の時、悲しみに暮れている彼女のもとにそっと近寄り、彼女はその押しつけないイトカツの優しさを感じたことで、自力で立ち直ろうと決意。彼女とイトカツはそれ以来、友達として付き合っている。
双葉ほたるのドット絵を担当した当時のグラフィッカーは、SNKを退職した後に漫画家へと転身しており、この「イトカツ」という名前をペンネームとしている。
イトカツのプロフィールは以下の通り。
- 年齢：9歳
- 性別：オス
- 体長：52cm
- 嫌いなもの：ほたるをいじめる人
- 好きな食べ物：黄桃のカンヅメ

## 各種技の解説

### 通常投げ
天落投（てんらくとう）
素早い背負い投げを決めて、相手を地面に叩き付ける。
反転投（はんてんとう）
空中の相手を反対方向に放り上げる空中投げ。

### 特殊技
空中振り向き（くうちゅうふりむき）
『餓狼MOW』のみの技。
空中でその時向いている方向と逆向きになる。
高蹴打（こうしゅうだ）
空中から相手を踏みつける。
穿撃蹴
『NBC』で追加。
前突き蹴り。単発で出した場合は、技後「燕雲十六手の構え」へ移行する。
旋撃手
『NBC』で追加。
背を向けながら手刀を繰り出し、技後「裏燕の構え」へ移行する。

### 必殺技
発気掌（はっきしょう）
掌から気弾を放つ飛び道具技。
弱攻撃と強攻撃で弾速が異なり、強攻撃のほうが速い。
連撃蹴（れんげきしゅう）
空中から斜め前方に高速落下して、相手に当たると連続蹴りを繰り出す。
弱攻撃と強攻撃で軌道が異なり、強攻撃のほうが移動距離が長い。
転身翔（てんしんしょう）
回転しながら斜め上に跳びつつ攻撃する。
双掌進（そうしょうしん）
両手を広げながら前方に突進する。
『NBC』以降の作品では「ブレーキング」に対応しており、ブレーキング時は攻撃を出さず「裏燕の構え」へ移行する。
虎尾脚（こびきゃく）
闘気を纏った蹴り上げ。相手の飛び道具を跳ね返すことが可能。
「ブレーキング」に対応。
斜上腿（しゃじょうたい）
相手の体を階段のように駆け上るコマンド投げ。
『NBC』以降の作品では強攻撃のみ「ブレーキング」に対応しており、ブレーキング時は相手の背後に回って「裏燕の構え」へ移行する。
燕雲十六手の構え
『NBC』で追加された特殊構え。
両手を大きく広げ、低い姿勢を取る。構え中に前後移動およびステップが可能。通常構えから直接、または「穿撃蹴」などから移行することが可能。
以下の派生技に繋げることができる。
単掌進
両手を広げながら片手で攻撃する。
燕雲下爪
下段蹴り。技後「燕雲十六手の構え」を維持する。
燕頷双掌打
掌の突きを二回繰り出すコンビネーションアタック。二段目にディレイを掛けられる。
流燕旋脚
小さくジャンプしつつ踵落としを繰り出す。
前掃燕舞
足払いから前突き蹴りに繋げるコンビネーションアタック。
PS2版『KOF XI』では、技後「燕雲十六手の構え」を維持する。
旋回燕
前方に宙返りしつつ蹴りを繰り出す。
後述する『餓狼MOW』のT.O.P.アタックである同名の技を仕様変更したもの。
燕雲十六手の構え 解除
「燕雲十六手の構え」をキャンセルして、通常構えへ移行する。

裏燕の構え
『NBC』で追加された特殊構え。
相手に背を向ける。構え中にステップが可能。「旋撃手」「燕雲十六手の構え」などから移行することが可能で、PS2版『KOF XI』では通常構えから直接移行することも可能。
以下の派生技に繋げることができる。
燕龍盤打
突進しつつ両手で攻撃して、「燕雲十六手の構え」へ移行する。
PS2版『KOF XI』では「ブレーキング」に対応しており、ブレーキング時は攻撃を出さず「裏燕の構え」を維持する。
燕刃脚
下段前蹴り。
背撃手
背を向けつつ手刀を繰り出し、技後「裏燕の構え」を維持する。
燕尾脚
蹴り上げ。「ブレーキング」に対応。
背身天落投
素早い背負い投げを決めて、相手を地面に叩き付ける投げ技。
裏燕流舞
ムーンサルトのような動作で大きくジャンプして踏みつける。
PS2版『KOF XI』では弱攻撃と強攻撃が存在し、弱攻撃だと小さくジャンプして攻撃する。
裏燕の構え 解除
「裏燕の構え」をキャンセルして、通常構えへ移行する。

### T.O.P.アタック
旋回燕（せんかいえん）
『餓狼MOW』の技。
前方に宙返りしつつ蹴りを繰り出す。

### 超必殺技（潜在能力）
双掌天蓮華（そうしょうてんれんげ）
両手による突進攻撃から斜め上に跳ぶ回転攻撃、急降下膝蹴り（『餓狼MOW』の超必殺技版のみ、跳び後ろ回し蹴り）に繋げる連続攻撃。
天翔乱姫（てんしょうらんき）
前方に宙返りしつつ蹴りを繰り出して急降下膝蹴りに繋げ、ヒットすると相手に馬乗りして、闘気を注ぎ込んで攻撃する。
『NBC』では「双掌天蓮華」よりもパワーゲージ消費量が少ない（「天翔乱姫」は1、「双掌天蓮華」は2）が、PS2版『KOF XI』ではこちらの技が（パワーゲージを2消費する）リーダー超必殺技になっており、立場が逆転している。
零牙・双掌地緋桐（ぜろきば・そうしょうちひぎり）
『餓狼CotW』のヒドゥンギア。蹴り上げで浮かせ、浮いた相手に牙刀の技である「零牙」に似た技を繰り出してから「天翔乱姫」で追撃する。

## テーマ曲
- Fullmoon - Heartfull（餓狼 MARK OF THE WOLVES）
- ほたるのテーマ（Days of Memories 2 〜僕の一番大切な君へ〜）

## 登場作品
- 餓狼 MARK OF THE WOLVES
- ネオジオバトルコロシアム
- THE KING OF FIGHTERS XI（餓狼MOWチームのエンディングに登場するが、PS2版ではプレイヤーキャラクターとして登場）
- THE KING OF FIGHTERS XIII（女性格闘家チームのエンディングのみ登場）
- THE KING OF FIGHTERS XIV（女性格闘家チームのエンディングのみ登場）
- THE KING OF FIGHTERS XⅤ（餓狼MotWチームのエンディングのみ登場）
- Days of Memories 2 〜僕の一番大切な君へ〜
- Days of Memories 〜世界で一番熱い冬〜
- THE KING OF FIGHTERS '98 ULTIMATE MATCH ONLINE
- THE KING OF FIGHTERS ALLSTAR
- 餓狼伝説 City of the Wolves[2]

## 担当声優
- 堀江ゆき（『餓狼MOTW』、『KOF XI』、『KOF AS』）
- 石見舞菜香（『餓狼伝説CotW』[2]）

## 関連人物
- 牙刀 - 実兄だが、本人から否定されている。
- 牙王 - 実父。
- グラント - 母を殺した真犯人。